# Three-Fingered Kate: Her Second Victim, the Art Dealer
Three-Fingered Kate: Her Second Victim, the Art Dealer è un cortometraggio muto del 1909 diretto da H.O. Martinek. 
Interpretato dalla francese Ivy Martinek, un'attrice di provenienza circense, fu il secondo episodio prodotto dalla British & Colonial Kinematograph Company di una serie dedicata a Three-Fingered Kate, un capobanda femminile cui mancano due dita a una mano. Il primo film della serie, The Exploits of Three-Fingered Kate, aveva avuto un tale successo che la casa di produzione mise subito in cantiere il proseguimento della storia con gli stessi attori, ma cambiando il regista J.B. McDowell e che venne sostituito dal fratello della protagonista, H.O. Martinek.

## Produzione
Il film fu prodotto dalla British & Colonial Kinematograph Company.

## Distribuzione
Distribuito dalla Cosmopolitan Films, uscì nelle sale cinematografiche britanniche nel novembre 1909.

## Episodi della serie
- The Exploits of Three-Fingered Kate, regia di J.B. McDowell (1909)
- Three-Fingered Kate: Her Second Victim, the Art Dealer, regia di H.O. Martinek (1909)
- Three-Fingered Kate: Her Victim the Banker o Three Fingered Kate, regia di H.O. Martinek (1910)
- Three-Fingered Kate: The Episode of the Sacred Elephants, regia di H.O. Martinek (1910)
- Three-Fingered Kate: The Wedding Presents, regia di Charles Raymond (1912)
- Three-Fingered Kate: The Case of the Chemical Fumes, regia di H.O. Martinek (1912)
- Three-Fingered Kate: The Pseudo-Quartette, regia di H.O. Martinek (1912)